# Ictonyx libycus
Ictonyx libycus — хижий ссавець родини Мустелових (Mustelidae).

## Поширення
Країни поширення: Алжир, Буркіна-Фасо, Чад, Єгипет, Еритрея, Лівія, Малі, Мавританія, Марокко, Нігер, Нігерія, Сенегал, Судан, Туніс, Західна Сахара. Знайдений тільки на межі пустель, гір і оазів і в напівпустелях. Полюбляє рідкісний і дуже рідкісний рослинний покрив, представлений переважно дрібним чагарником, крім випадків, коли вид знаходився на посівних площах.

## Морфологія
Морфометрія. Голова і тіло довжиною 200–285 мм, хвіст завдовжки 100–180 мм, а вага 200–250 грам. Самці, як правило, більші за самиць. 
Опис. Морда чорна, лоб білий, а верхня частина голови чорна. Спина біла з різної структури чорними смугами. Хвіст білий, але стає темнішим до кінця. Низ і кінцівки чорні. Від Ictonyx striatus відрізняється кольором тла, меншими розмірами, волохатими підошвами, за винятком подушечок. Добре розвинені анальні залози можуть викидати смердючу рідину.

## Поведінка
Веде нічний спосіб життя, проводячи весь світлий час доби в одній підземній норі, яку риє для себе, або вниз від рівної поверхні або в боковій поверхні дюни. Материнська нора складаються з однієї траншеї, що закінчуються камерою. Поживою, мабуть, є гризуни, пташенята, яйця, ящірки й комахи.

## Життєвий цикл
Пологи відбуваються, як повідомляється, в дикій природі з січня по березень. Вагітність може тривати від 37 до 77 діб. Виводок зазвичай містять два або три маля. При народженні вони сліпі й укриті короткою шерстю. Дитинчата, народжені в неволі важать 5 грамів при народженні, беруть тверду їжу на 5 тиждень, важать 250 грамів на 2 місяць, і були відокремлені від своєї матері протягом 3 місяців. Деякі полонені жили протягом 5 років і більше. Ictonyx libycus, ймовірно, не є хорошою домашньою твариною, оскільки постійно має неприємний запах і агресивний стосовно людей.